# Деревня Хозяйства Заготскота (Буздякский район)
Деревня Хозяйства Заготскота (баш. Заготскот Хужалығы) — деревня в Буздякском районе Башкортостана, относится к Буздякскому сельсовету.

## Географическое положение
Расположена на правом берегу реки Чермасан в 11 км к северо-востоку от Буздяка, в 18 км к северо-западу от Благовара и в 85 км к западу от Уфы.
В 3 км к северу от села проходит автодорога М5 «Урал» (Москва — Самара — Челябинск). Ближайшая ж.-д. станция находится в селе Буздяк (на линии Москва — Ульяновск — Уфа).

## Население
| 2002 | 2009 | 2010 |
| ---- | ---- | ---- |
| 104  | →104 | ↗116 |

Согласно переписи 2002 года, преобладающая национальность — башкиры (92 %).